# Варис (персонаж)
Варис (англ. Varys) — персонаж серии фэнтези-романов «Песнь Льда и Огня» американского писателя Джорджа Мартина. Появляется в книгах «Игра престолов» (1996), «Битва королей» (1998), «Буря мечей» (2000), «Танец с драконами» (2011) и «Ветра зимы». Не является центральным персонажем (ПОВом) в серии книг «Песнь Льда и Огня».
В телесериале «Игра престолов» роль Вариса играет британский актёр Конлет Хилл. В сериале Варис впервые появляется в первом сезоне в качестве второстепенного персонажа и является основным персонажем начиная со второго сезона.

## Роль в сюжете[2]

### Игра Престолов
Впервые появляется на заседании Малого Совета сразу после прибытия короля и Эддарда Старка в столицу. После турнира десницы Варис тайно посетил лорда Эддарда Старка, предупредив его, что королева Серсея пытается убить короля Роберта. Мастер над шептунами предложил деснице свою помощь, а также раскрыл, от чего умер Джон Аррен. Именно Варис доставил Малому совету донесение сира Джораха Мормонта о беременности Дейенерис Таргариен, что привело в ярость короля Роберта, отдавшего приказ убить и мать, и ее нерожденное дитя, и ее брата. Позже Варис тайно встретился с Иллирио Мопатисом в подземельях Красного замка. Старые друзья обсуждали надвигающуюся войну и решали как им быть в нарастающем кризисе. Кроме того, магистр Пентоса обязался поставить Варису золото и еще полсотни «пташек».
После убийства короля Роберта Варис остался в своей должности при новом короле — Джоффри Баратеоне. Когда тот потребовал назначить виновного в смерти отца, Варис предложил сира Барристана Селми. Джоффри и Серсея прогнали сира Барристана Отважного из Королевской Гвардии — шаг, который многими рассматривался как глупость. Селми позже присоединился к Дейенерис на востоке, и это позволяет предположить, что в том и был план Вариса: отдалить ценного и уважаемого рыцаря от Джоффри и приблизить его к Дейенерис, поскольку сир Барристан возвышал всякого, кому служил.
Варис под видом тюремщика посещал лорда Эддарда Старка, запертого в темнице и убедил его сознаться в измене и признать Джоффри законным королем ради спасения жизни Сансы. Взамен от имени королевы Паук обещал лорду Эддарду право надеть черное. Когда Нед спросил Вариса, кому он действительно служит, мастер над шептунами ответил, что живет ради блага государства.

### Битва Королей
Когда в столицу прибыл новый десница — Тирион Ланнистер, Варис сразу же нашел его любовницу Шаю, которую карлик поначалу разместил в гостинице «Сломанная наковальня» под охраной нескольких своих дикарей. Паук и Бес обменялись завуалированными угрозами, но это не помешало им вскоре стать если не друзьями, то по крайней мере союзниками. Варис, подтверждая свои слова о верности деснице, королю и государству, предоставлял Тириону информацию о том, что происходит в городе. С его помощью на должность командующего городской стражи был назначен сир Джаселин Байуотер, человек отважный и порядочный, а его продажный предшественник Янос Слинт, предавший лорда Эддарда Старка, отправился на Стену вместе с шестью своими ближайшими сторонниками. Мастер над шептунами также показал деснице тайный подземный ход из борделя Катаи, благодаря чему тот смог тайно посещать свою любовницу в отдаленном поместье (охрану которого также предоставил Варис). Паук известил Тириона о том, что сир Лансель Ланнистер спит с королевой Серсеей, что позволило карлику сделать кузена своим шпионом. В ходе одной из бесед Варис рассказал Тириону, что это именно он отправил Джендри с Йореном в Ночной Дозор, чтобы уберечь его от Серсеи, убивавшей бастардов короля Роберта. Варис даже раскрыл Тириону историю своего увечья, хотя сложно судить, служило ли это показателем высокого уровня доверия между ними.

### Буря Мечей
Варис устроил встречу Шаи и Тириона после того как последний достаточно окреп после битвы на Черноводной. Он также доложил карлику, что его отец, Тайвин Ланнистер, приставил Паука шпионить за сыном. Хотя Варис и помогал Тириону, он отказался врать королеве Серсее о Шае и прямо предупредил, что выдаст ее, если с него спросят. Во время суда над Тирионом, которого обвиняли в убийстве короля Джоффри, Варис свидетельствовал против своего союзника, причем его показания заняли целый день, поскольку в отличие от остальных свидетелей у него были пергаменты, испещренные датами, краткие заметки и записи целых бесед, подтверждающие его слова.
После того, как Тириона приговорили к смерти, Джейме заставил Вариса освободить своего младшего брата. В облике Рюгена Паук опоил стражников вином со «сладким сном» и вывел пленника секретными ходами под Красным Замком. Однако, когда они достигли комнаты под башней десницы, Тирион решил нанести визит своему отцу. Варис, отговаривая Тириона от этого, тем не менее, подробно, вплоть до числа ступенек, сообщил, как добраться до спальни Тайвина, что позволяет предположить, что не только угрозы калеки заставили Вариса освободить карлика.

### Пир стервятников
В данной книге Варис отсутствует.
После спасения Тириона и смерти Тайвина Варис исчез без следа. Пропал и тюремный надзиратель Рюген, в его комнатушке была найдена старая золотая монета, отчеканенная в Просторе. Такой несложный ход со стороны Вариса, тем не менее, сработал: королева Серсея стала думать, что к побегу Тириона причастны Тиреллы. С исчезновением Вариса пост мастера над шептунами занял Квиберн, шпионы Вариса тут же объявили о готовности работать на него, и Квиберн проявлял то же самое всезнание, что и его предшественник, что заставило королеву Серсею думать, что все дело было лишь в серебре. Однако, по всей видимости, с немыми «пташками» Квиберн так и не познакомился, а вся организация в целом сохранила верность Варису, который продолжал скрываться где-то в городе или замке.

### Танец с драконами
Варис использовал секретный проход, чтобы проникнуть в покои великого мейстера Пицеля и убить его, старику размозжили голову. После одна из «пташек» от лица мейстера передала сообщение Кивану Ланнистеру. Когда лорд-регент явился в комнаты Пицеля, Варис выстрелил в него из арбалета и, извиняясь, рассказал Кивану, что идет на убийство не из-за злобы, но потому что лорд-регент оказался компетентным правителем, который мог испортить планы по восхождению на Железный трон Эйгона Шестого Таргариена.

### Ветра зимы
Варис появится в книге «Ветра зимы», однако ни в ней ни в последней книге цикла ПОВом он не является.

## В экранизации
В телесериале «Игра престолов» роль Вариса играет британский актёр Конлет Хилл.

#### Третий сезон
Историю о своей кастрации Варис рассказывает Тириону в своих покоях уже после событий на Черноводной. При этом он вскрывает некий присланный ему ящик. Когда он его открывает, и Тирион заглядывает туда, там оказывается другой герой истории — оскопивший Вариса колдун, которому зашили рот.

#### Четвёртый сезон
Во время побега из тюрьмы Тирион находит покои своего отца без подсказки Вариса. После того, как Тирион убивает отца, Варис бежит вместе с ним в Пентос.

#### Пятый сезон
Из Пентоса Варис и Тирион направляются в Волантис, где Тириона перехватывает Джорах Мормонт. Однако в финале пятого сезона, когда Тирион поневоле становится правителем Миэрина, Варис тоже оказывается там, чтобы стать его мастером над шептунами.

#### Шестой сезон
В самом начале 6 сезона подал милостыню нищенке с младенцем на руках и рассказал Бесу, что узнает информацию про лидера Детей Гарпии. Сообщил Бесу, Миссандее и Серому Червю о приходе к власти в Астапоре и Юнкае бывших рабовладельцев. Присутствовал при освобождении Тирионом драконов Дейенерис в подземелье. С помощью куртизанки Валы, убившей в начале 5 сезона одного из Безупречных, Варис узнает, что Сынов Гарпии поддерживают работорговцы из Астапора и Юнкая, о чём он позже сообщает Тириону, Миссандее и Серому Червю. Принял участие в переговорах Беса с посольством из Юнкая. Встретил вместе с Бесом красную жрицу Кинвару, причем сама жрица напомнила Пауку историю его оскопления. В 8 серии 6 сезона покинул Беса, вместе с которым встретил красную жрицу во время прогулки по Миэрину. Сообщил Тириону, что покидает Миэрин для поиска кораблей для армии Дейенерис. В Дорне встретился с Элларией Сэнд и леди Оленной, которые предоставили Дейенерис флот Дорна и Хайгардена для завоевания Вестероса. Отправился вместе с Дейенерис на завоевание Вестероса.

#### Седьмой сезон
В 7 сезоне Варис прибывает вместе с Дейенерис Таргариен на Драконий Камень.

#### Восьмой сезон
В начале финального сезона Варис прибывает с Дейенерис в Винтерфелл.
В 5 серии финального сезона казнен Дейенерис за измену, что предсказывала ему Мелисандра в 3 серии 7 сезона.